# Elettrotreno Binato FG ALe 200 - Le 200
Il Binato FG ALe 200 - Le 200 è un convoglio a trazione elettrica a 3000 volt a corrente continua, in servizio sulle Ferrovie del Gargano, composto da un'elettromotrice ALe 200 e una rimorchiata Le 200 accoppiate permanentemente, provenienti dalla ricostruzione Fervet di un'elettromotrice e una rimorchiata Stanga-Tibb.

## Storia
Il progetto, delle Ferrovie del Gargano, dei 3 complessi binati è nato in seguito alla necessità di rinnovamento del materiale rotabile della linea San Severo-Peschici utilizzando, per economia, un lotto di elettromotrici e rimorchiate Stanga-TIBB acquistate dopo il definitivo accantonamento da parte della Ferrovia Centrale Umbra. Le 4 automotrici elettriche e le 2 rimorchiate trasformate risalivano al 1956/57 ed erano state costruite dalle Officine Meccaniche della Stanga per la parte meccanica e per la cassa e dal TIBB per le apparecchiature e la motorizzazione elettrica. L'incarico di ammodernamento tecnico ed estetico, affidato alla Fervet di Castelfranco Veneto, ha portato alla realizzazione di 3 treni composti di 2 elementi monocabina permanentemente accoppiati. Sono entrati in servizio tra il 2007 e la primavera del 2008. Dopo l'arrivo di 3 convogli Stadler FLIRT tra il 2013 e il 2014 sono stati accantonati nel deposito di San Severo. Gli ultimi due convogli (ALe 200.002 e 003) sono stati acquistati nel 2020 da Trasporto Ferroviario Toscano e trasferiti da parte di GTS Rail a Maggio dell'anno successivo.

## Caratteristiche
Ogni convoglio è composto di due elementi, uno motorizzato ed uno rimorchiato. Sono stati realizzati mediante l'asportazione di ambedue le cabine di guida di ciascun elemento sostituendole, rispettivamente, con due nuove cabine di guida di estetica più moderna e funzionale con unico grande parabrezza frontale alle due estremità opposte e due intercomunicanti integrali al centro. In conseguenza di ciò i rotabili devono viaggiare sempre accoppiati. I posti a sedere realizzati sul primo complesso ALe 200.001-Le 200.001, della lunghezza complessiva di 41,15 m, sono 96; i due successivi sono stati realizzati della lunghezza di 42,66 m con 104 posti. La potenza oraria del complesso binato è di 600 kW e la velocità massima di 95 km/h, sufficiente per le necessità della linea. 
La livrea adottata presenta un fondo bianco dell'insieme con la parte anteriore e posteriore, fino alla prima porta di accesso di colore rosso vivo con una breve sezione triangolare di colore blu, immediatamente dopo, fino all'altezza del secondo finestrino. È stato curato anche l'allestimento interno sostituendo interamente questo di origine.

## Prospetto riepilogativo
| Nuova classificazione Binato FG | Classificazione ex FCU (elettromotrice) / (rimorchiata) | Anno costruzione/ricostruzione |
| ------------------------------- | ------------------------------------------------------- | ------------------------------ |
| ALe 200.001 Le 200.001          | E.103 / E.101 (smotorizzata)                            | 1956 / 2007                    |
| ALe 200.002 Le 200.002          | E.102 / R.211                                           | 1956 / 2008                    |
| ALe 200.003 Le 200.003          | E.104 / R.212                                           | 1957 / 2008                    |